# Saint Pirmin
Saint Pirmin (en latin : Pirminus), ou Firmin (vers 670 - 3 novembre 753 à l'abbaye de Hornbach) est un évêque missionnaire et un saint de l'Église catholique romaine.

## Histoire
Pirmin est un moine d'ascendance wisigothe des environs de Narbonne ou de l'Espagne. Il était influencé par le christianisme irlandais. En 717, il doit fuir les Musulmans qui envahissent la Septimanie.
À partir de 718 et pendant quelques années, il dessert l'église castrale d'Anvers en Austrasie.
Saint Pirmin fonde en 724 le monastère de Reichenau, dans l'île du même nom, sur le lac de Constance, puis un grand nombre d'autres abbayes entre les Vosges et la Forêt-Noire, telles que Gengenbach en 725, dans la vallée de la Kinzig, avec le comte franc Eberhard, et Murbach en 728, avec le même Eberhard, la dotant de domaines jusqu'en Suisse. Suivront Amorbach, vers 734, dans la vallée de la Neckar où le comte Ruthard l'avait envoyé pour une mission évangélisatrice, puis Wissembourg, Marmoutier, Neuweiler, Niederaltaich et Herbitzheim, vers 740, et très probablement également l'abbaye de Mosbach dans le Palatinat. Le dernier monastère qu'il fonde est celui de Hornbach (alors situé dans le diocèse de Metz) en 742 : il est aujourd'hui situé dans le Land allemand de Rhénanie-Palatinat. Il y meurt en 753 et y est enterré. Le couvent a été transformé en hôtel.
Ses reliques demeurent dans l'abbaye jusqu'à la Réforme de 1587, date à laquelle elles sont transférées à Innsbruck. Les reliques reviendront en partie en Allemagne en 1953, réparties entre Hornbach, Spire et Pirmasens. Pirmin est déclaré saint à la fin du XVIIIe siècle. Il est le saint patron du diocèse de Spire, de l'Alsace, de l'île de Reichenau et de la ville d'Innsbruck. Il a donné son nom à la ville de Pirmasens, dans le Land de Rhénanie-Palatinat (Allemagne).
Extrait du Martyrologe romain : « Dans le monastère de Hornbach près de Strasbourg en Bourgogne, déposition de saint Pirminus, évêque et abbé de Reichenau, qui évangélisa les Alamans et les Bavarois, fonda de nombreux monastères et écrivit un livre pour ses disciples sur la catéchèse des incultes ».